# Pierluigi Chicca
Pierluigi Chicca (Livorno, 1937. december 22. – Róma, 2017. június 18.) olimpiai ezüstérmes olasz kardvívó.
Az 1960-as római olimpián kardcsapatban bronzérmet, 1964-ben Tokióban és 1968-ban Mexikóvárosban ezüstérmet szerzett.
Az 1965-ös párizsi világbajnokságon csapatban ezüstérmes lett.